# Sexy Magazin
Sexy magazin drugi je studijski album hrvatskog rock sastava Psihomodo pop. Album je sredinom 1990. godine objavila diskografska kuća Jugoton.
Početkom 1990. godine, grupa odlazi na tromjesečnu turneju po tadašnjem SSSR-u gdje su održali oko šezdesetak koncerata. Turneja je rezultirala objavljivanjem video kasete Briliant Video Psihomodo Pop. Ti se snimci pojavljuju i na kompilaciji ZG Rock Forces Live! na kojoj su pored Psihomodo popa ostali hrvatski rock sastavi, Prljavo kazalište, Film i Parni valjak.
Sastav je iste godine u Ljubljani i Zagrebu nastupio kao predgrupa legendarnim Ramonesima, koji su im oduvijek bili glavni i najveći uzor.

## Popis pjesama
| 1. | »Sexy magazin«  | 3:36 |
| 2. | »Pinokio«       | 3:34 |
| 3. | »Bomba«         | 6:07 |
| 4. | »Trotl boy«     | 2:32 |
| 5. | »Kerosin bluez« | 4:56 |

| Strana B | Strana B         | Strana B | Strana B | Strana B | Strana B | Strana B | Strana B | Strana B | Strana B |
| Br.      | Skladba          | Trajanje |          |          |          |          |          |          |          |
| -------- | ---------------- | -------- | -------- | -------- | -------- | -------- | -------- | -------- | -------- |
| 6.       | »Iste stvari«    | 5:07     |          |          |          |          |          |          |          |
| 7.       | »Polako-polako«  | 3:44     |          |          |          |          |          |          |          |
| 8.       | »Ona odlazi«     | 4:08     |          |          |          |          |          |          |          |
| 9.       | »Kad plačeš«     | 3:39     |          |          |          |          |          |          |          |
| 10.      | »Sve je propalo« | 4:58     |          |          |          |          |          |          |          |
| 40:21    |                  |          |          |          |          |          |          |          |          |

## Zasluge
Psihomodo pop
- Davor Gobac – vokali, gitara
- Tigran "Tigi" Kalebota – bubnjevi
- Vlatko "Brada" Ćavar – gitara, usna harmonika, prateći vokali
- Smiljan "Šparka" Paradiš – gitara, prateći vokali
- Saša "Sale "Radulović – akustična gitara, gitara i vokali

Dodatni glazbenici
- Šime Kopola – bubnjevi (na pjesmama 3 i 6)
- Stanko Juzbašić – klavijature

Ostalo osoblje
- Ivan Stančić Piko – produciranje, omot albuma, izvršni producent, aranžmani
- Franjo Valentić – inženjer zvuka
- Bruno Monjević – fotografija